# Приведа Олександра Олександрівна

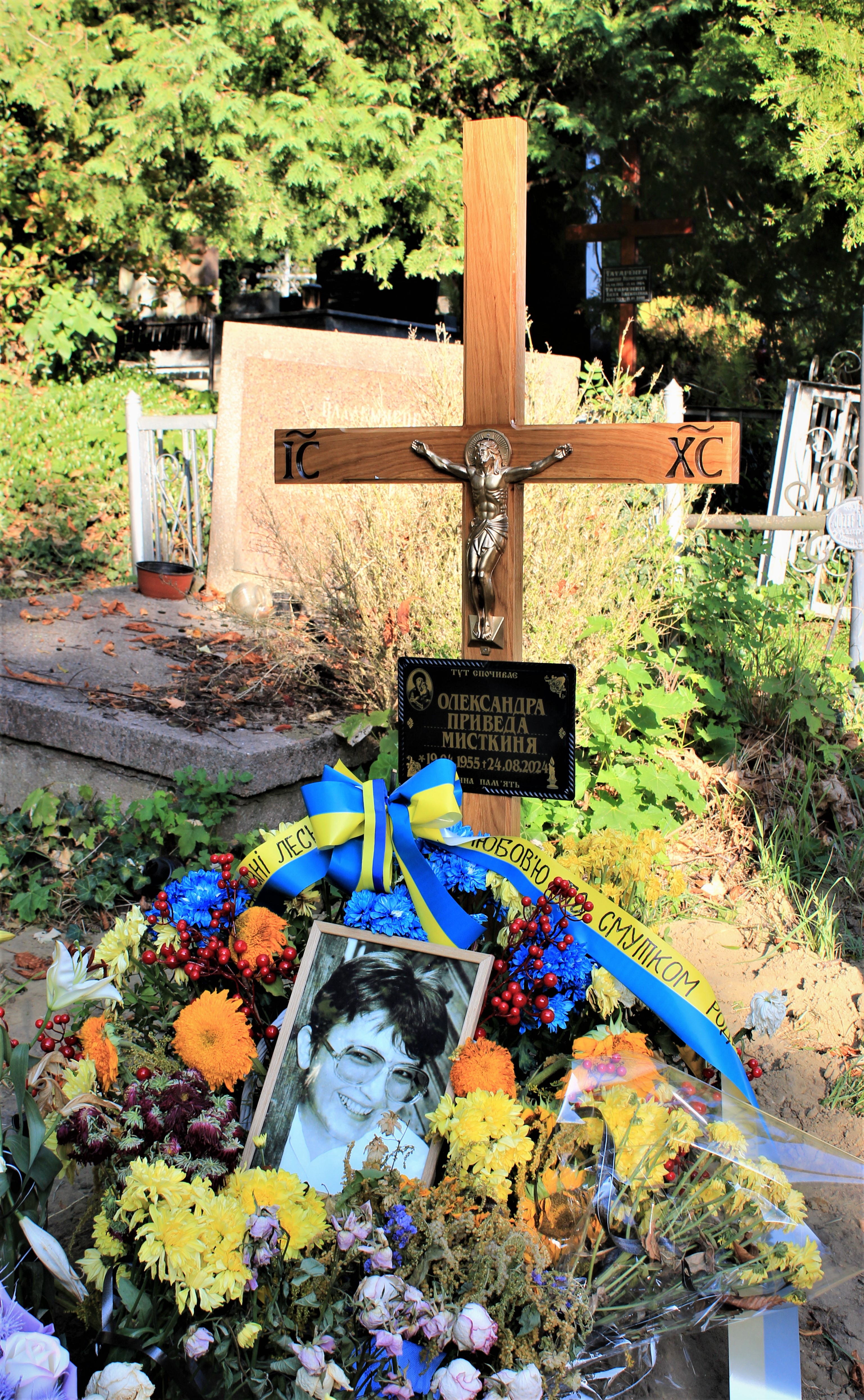
Могила мисткині Олександри Приведи.

Олександра Олександрівна Приве́да (19 квітня 1955, м. Бучач, Тернопільська область — 24 серпня 2024, м. Львів) — українська мисткиня.

## Життєпис
Народилася  19 квітня 1955 року в м. Бучач, Тернопільська область (нині Україна).
Закінчила Бучацьку дитячу художню школу, Львівські училище ім. Івана Труша (1974) та інститут прикладного мистецтва (1982). Член Національної спілки художників України з 1992 року. Проживала і працювала у Львові. Від 1974 року брала участь у виставках, зокрема, у містах Києві, Львові, Тернополі (ТОХМ, виставляла писанки), також в Італії, Латвії, Чехії, Німеччині, Литві. Потім емігрувала та працює в США (зокрема, у Сіетлі).
Померла у Львові, похована на 21 полі Личаківського цвинтаря.